# Днепр-3
«Днепр-3» (укр. «Дніпро-3») — украинский футбольный клуб из города Днепропетровск, являлся фарм-клубом команды «Днепр» (Днепропетровск). В сезоне 2000/01 и 2001/02 выступал во второй лиге.

## Все сезоны в независимой Украине
| Сезон   | Чемпионат      | Чемпионат | Чемпионат | Чемпионат | Чемпионат | Чемпионат | Чемпионат | Чемпионат | Чемпионат |
| Сезон   | Лига           | Место     | И         | В         | Н         | П         | М         | ±         | О         |
| ------- | -------------- | --------- | --------- | --------- | --------- | --------- | --------- | --------- | --------- |
| 2000/01 | Вторая Група Б |           | 28        | 16        | 5         | 7         | 35−21     | +14       | 53        |
| 2001/02 | Вторая Група В | 17        | 34        | 6         | 8         | 20        | 31−53     | -22       | 26        |
| Всего   | Вторая         | 2 сезона  | 62        | 22        | 13        | 27        | 66−74     | -8        | 79        |